# Клерк, Жак дю
Жак дю Клерк (нидерл. Jacques du Clercq, фр. Jacques le Clerc; 1424, Лилль — 1467, 1469 или 21 сентября 1501, Аррас) — бургундский историк и хронист, советник герцога Филиппа Доброго и магистрат г. Арраса, автор «Мемуаров» (фр. Mémoires).

## Биография
Биографические сведения о нём довольно скудны и в основном извлекаются из его сочинения. Выходец из графства Артуа, он не принадлежал к титулованной знати, хотя называл себя экюйе и носил титул сеньора Бовуар-ан-Тернуа (фр. Beauvoir en Ternois).
Прадед писателя Пьер дю Клерк был уроженцем Бапома, а дед Тома дю Клерк проживал в Дуэ. Отец Жак дю Клерк-старший в 1409 году выгодно женился на дочери советника Фландрии Жана де Камелена, а позже перебрался в Лилль, где стал адвокатом и советником герцога Бургундии Филиппа Доброго в шателениях Лилль, Дуэ и Оршье.
Сам Жак дю Клерк-младший, поступив, подобно отцу, на службу к герцогу, не сделал блестящей карьеры. В 1444 году он перебрался в Аррас (совр. О-де-Франс), где в 1446 году женился на Жанне де Лашери.
Точно неизвестно, когда он оставил свою службу. Даже дата смерти его до сих пор точно не установлена, указываются как октябрь 1467 или 1469-го, или же 21 сентября 1501 года.
Брат его Жан был настоятелем бенедиктинского аббатства Св. Ведаста в Аррасе.

## Сочинения
«Мемуары» дю Клерка, написанные на среднефранцузском языке, изначально были задуманы как продолжение хроники Ангеррана де Монстреле, доведённой до 1444 года. По своей структуре они состоят из «Уведомления» и 5 книг, подразделяющихся на 271 главу, и охватывают события не только в Бургундии, Франции, Англии и сопредельных странах, но и во всём христианском мире, с 1448 по 1467 год.
Первая книга посвящена в основном заключительному периоду Столетней войны, в частности, освобождению от англичан в 1449—1453 годах Нормандии и Гиени, в центре повествования второй — война герцога Филиппа Доброго с Гентом в 1452—1453 годах, события в герцогстве Люксембург, а также завоевание османами в 1453 году Константинополя. Главной темой третьей книги является охота на ведьм в Аррасе в 1459—1461 годах, четвёртой — смерть короля Карла VII, воцарение его сына Людовика XI, а также события войны Алой и Белой Розы в Англии и приход там ко власти Йорков. Наконец, повествование в последней пятой книге в основном посвящено войне Лиги Общественного блага с королём Людовиком в 1465 году, походу Карла Смелого против восставшего Льежа, и оканчивается смертью в июне 1467 года герцога Филиппа. Первоначальный замысел дю Клерка продолжить своё сочинение после описания похорон последнего остался неосуществлённым.
Наряду со знаменательными историческими событиями, дю Клерк не упускает из виду повседневную городскую жизнь Арраса и графства Артуа, описывая злоупотребления местных властей, насилия со стороны власть имущих, например, Антуана бастарда Бургундского, громкие преступления, имущественные тяжбы, судебные дела, что дало повод нидерландскому историку культуры Йохану Хёйзинге назвать его мемуары «собранием злодеяний». По утверждению дю Клерка, сочинение которого по праву можно назвать «криминальной хроникой» бургундской провинции, ни один человек в Артуа в его времена, будь то рыцарь, торговец, крестьянин или горожанин, не мог выйти на улицу без оружия, опасаясь многочисленных разбойников, а почти ежедневные казни подозреваемых в колдовстве снискали Аррасу порочную репутацию по всему королевству. В соответствии с этим, дю Клерк выступает последовательным сторонником укрепления власти герцога Бургундского как залога общественного порядка и гражданского благополучия.
Среди возможных источников дю Клерка можно назвать «Хронику Карла VII» Жана Шартье, возможно, «Собрание староанглийских хроник» его земляка Жана де Ваврена, а также документы герцогской канцелярии.
Подобно сочинениям современников дю Клерка, Жана де Энена, Оливье де Ламарша и Филиппа де Коммина, носящим такое же название, его насыщенный фактами труд разительно отличается от традиционной хроники и принадлежит к принципиально новому историко-литературному жанру, появившемуся как результат индивидуализации средневекового сознания. Поэтому авторские оценки описываемых им персон и событий довольно субъективны. Идя вразрез с традицией, дю Клерк адресует своё сочинение не влиятельному покровителю или прямому потомку, а абстрактным «будущим поколениям» (фр. ceulx a venir).

## Рукописи и издания
Рукопись «Мемуаров» дю Клерка не сохранилась в оригинале, и дошла до нас только в нескольких списках XVI века, лучший из которых находится в библиотеке вышеназванного монастыря Святого Ведаста в Аррасе.
Отдельные главы из «Мемуаров» впервые изданы были в 1820 году в коллекции Клода Бернара Петито (переизданы в 1826 г.). Полное комментированное научное их издание опубликовано было в 1823 году в Брюсселе известным бельгийским медиевистом бароном Фредериком Райфенбергом (переиздано в 1834—1835 гг.). В 1826—1827 годах они были изданы в Париже французским историком Жаном Александром Бюшоном, и в 1838 году переизданы им же в серии «Литературный Пантеон» (фр. Panthéon littéraire). В 1837 и 1851 годах выдержки из них публиковались в коллекции Ж. Ф. Мишо и Ж. Ж. Ф. Пужула. В 2006 году были изданы отрывки из них, касающиеся истории г. Арраса. В настоящее время профессором Дени Клаузель из Университета Артуа (Аррас) готовится их новая публикация.

## Публикации
- Mémoires de Jacques du Clercq, imprimés sur les manuscrits du roi, publiée par Frédéric Baron de Reiffenberg. — Volumes 1—4. — Bruxelles: Arnold Lacrosse, 1823.
- Mémoires de Jacques Du Clercq, escuier, sieur de Beauvoir en Ternois, commençant en 1448 et finissant en 1467. Publiée par C. B. Petitot // Complete des Memoires relatifs a L'Histoire de France. — Tome XI. — Paris: Foucault, 1826. — 531 p.
- Mémoires de Jacques de Clerq. Publiée par J.-A. Buchon // Collection des Chroniques nationales Francaises. — XV siegle. — Paris: Verdiere Libraire, 1826. — 438 p.